# Пристайлівський заказник
Пристайлівський — ботанічний заказник місцевого значення в Україні. Знаходиться поблизу с. Гірки Лебединської міської громади Сумської області. Заснований у 2008 році. Загальна площа 37,8 га, з них 35,5 га входить до складу природного заповідника Михайлівська цілина. Територія заказника являє собою ділянку лучного степу, збережену від розорювання і заліснення.   